# 加拿大—澳大利亚领事服务共享协议
加拿大－澳大利亚领事服务共享协议（英語：Canada–Australia Consular Services Sharing Agreement）是加拿大和澳大利亚之间的一份双边协议。通过该协议，两国公民可以在海外向对方国家的领事机构寻求领事协助。两国于1985年签订该协议。